# Maui megye
Maui megye az Amerikai Egyesült Államokban, azon belül Hawaii államban található. Megyeszékhelye Wailuku, mely a legnagyobb városa is. Lakosainak száma 164 754 fő (2020. április 1.). Maui megye Kalawao és Honolulu megyékkel határos.

## Népesség
A megye népességének változása:
| Lakosok száma | 154 962 | 156 561 | 158 040 | 160 202 | 164 637 | 164 754 |
|               | 2010    | 2011    | 2012    | 2013    | 2015    | 2020    |